# 源国政
源 国政（みなもと の くにまさ）は、平安時代末期の武将。山県国政とも記される。源国直の長男。官位は従五位下・斎院次官。

## 略歴
系譜上従兄弟にあたる源頼政の養子となっていたとされ、父より美濃国山県郡の所領を継承する一方、都で斎院次官などを務めて従五位下に昇ったとされる（『尊卑分脈』）。その詳しい動向は不明であるが、以仁王の挙兵で自害した頼政の首は郎党の渡辺省・猪早太らによって国政の美濃の領地内（現在の岐阜県関市蓮華寺）に運ばれ葬られたという伝説が存在する。
四人の子息たちもそれぞれ美濃国内に所領を有し、美濃源氏山県氏族として勢力を持った。

## 系譜
- 父：源国直
- 母：宇多源氏佐々木党　木村兵部大輔定通女
- 妻：不明
- 生母不明の子女
  - 男子：飛騨瀬国成 - 飛騨瀬太郎。
  - 男子：山県政信 - 山県二郎。山県頼清。
  - 男子：落合国時[2] - 落合三郎。斎院次官。
  - 男子：清水頼兼 - 清水五郎。蔵人。